# Paavo Salminen
Paavo Eerikki Salminen (Helsinki, 19 november 1911 – aldaar, 27 april 1989) was een voetballer uit Finland, die speelde als doelman voor Helsingin Toverit gedurende zijn carrière. Hij overleed op 77-jarige leeftijd in de Finse hoofdstad Helsinki.

## Interlandcarrière
Salminen speelde in totaal twaalf interlands voor de nationale ploeg van Finland in de periode 1936–1939. Hij vertegenwoordigde zijn vaderland bij de Olympische Spelen van 1936 in Berlijn, Duitsland, waar Finland in de eerste ronde werd uitgeschakeld na een 7-3 nederlaag tegen Peru. Doelpuntenmakers namens Finland waren Ernst Grönlund, Pentti Larvo en William Kanerva.